# Claude de Bourlon
Pour les articles homonymes, voir Bourlon (homonymie).
Claude de Bourlon, né v. 1625  à Paris et  mort le  30 mai 1698, est un prélat français du XVIIe siècle. qui fut brièvement évêque désigné de Digne.

## Biographie
Claude de Bourlon est le fils de Mathieu de Bourlon, maître des requêtes, et de Christine Bailly il est aussi le frère cadet de l'évêque de Soissons Charles de Bourlon. Claude de Bourlon est chanoine régulier de la Congrégation de France, prieur de Saint-Léger de Soissons, puis de  Saint-Vincent de Senlis. Il succède à son frère Charles, évêque de Soissons, comme abbé commendataire de Chartreuve et en même temps comme prieur de Voulton. Nommé par le roi à l'évêché de Digne le 28 juillet 1677, il refuse ce siège, et devient après avoir abandonné ses bénéfices en commende en  1690, abbé régulier  de Abbaye Saint-Léger de Soissons jusqu'à sa mort.

## Sources
- Honoré Fisquet La France pontificale (Gallia Christiana), Paris, s.d.